# Deutzianthus
Deutzianthus é um género botânico pertencente à família Euphorbiaceae.
O gênero apresenta unicamente 2 espécies, encontrados em Indochina e Sumatra.

## Espécies
- Deutzianthus thyrsiflorus
- Deutzianthus tonkinensis

## Nome e referências
Deutzianthus Gagnep.